# Claus Macher

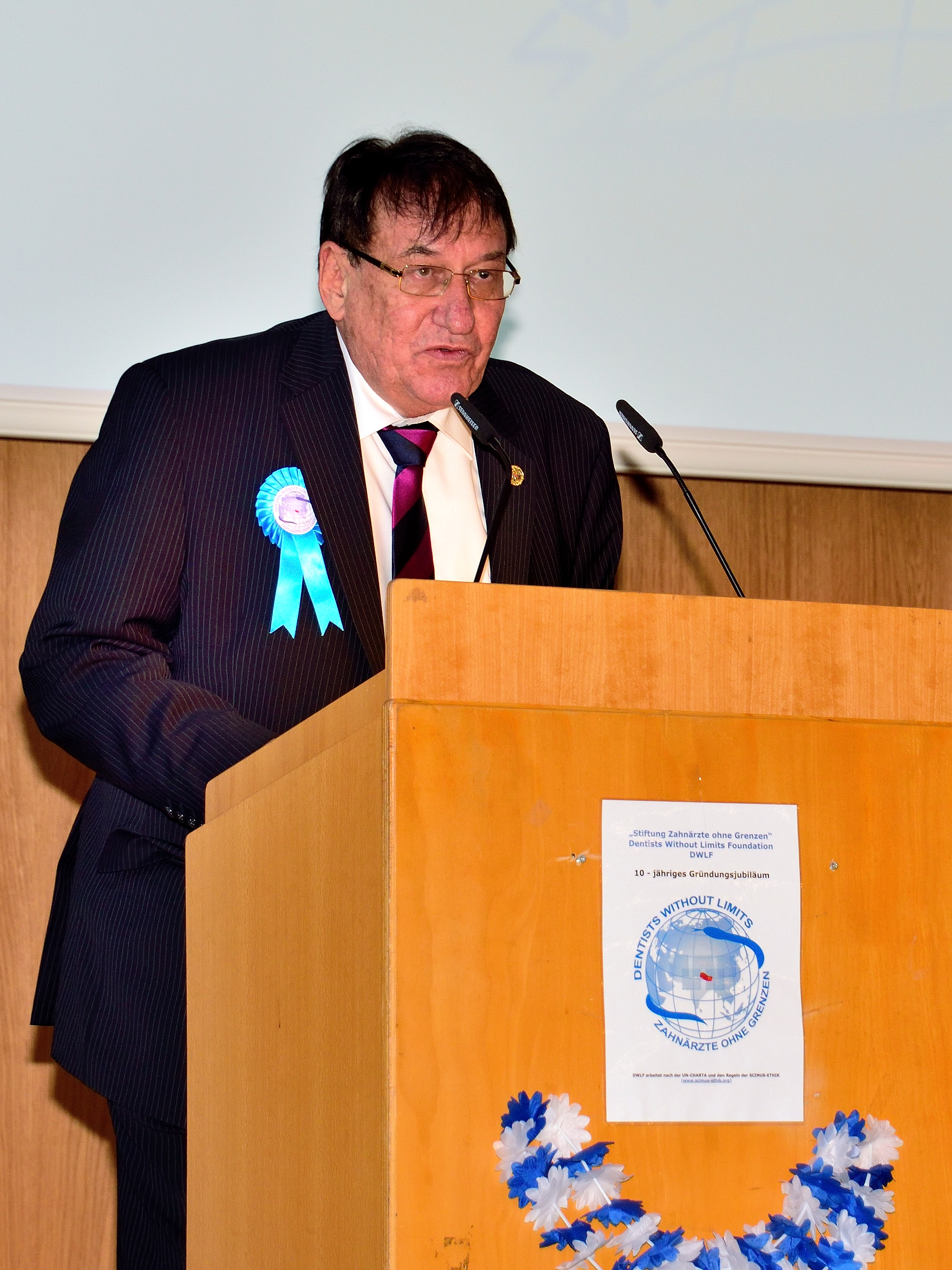
Claus Macher (2014)

 Claus Macher (Georg Friedrich Claus Macher; * 19. Dezember 1946 in Tübingen; † 23. Februar 2020 in Nürnberg) war ein deutscher Zahnarzt sowie Gründer und Präsident der Stiftung Zahnärzte ohne Grenzen.

## Biografie
Claus Macher besuchte das Kepler-Gymnasium Tübingen und legte dort 1966 die Reifeprüfung ab. Anschließend absolvierte er an der Friedrich-Alexander-Universität Erlangen-Nürnberg das Studium der Zahnmedizin, das er 1971 abschloss. 1972 promovierte er ebenfalls in Erlangen zu dem allgemeinmedizinischen Thema Tumoren der Hand.
Als Stabsarzt leistete er anschließend seinen Wehrdienst in Ulm und Dillingen ab und trat danach als Assistenzzahnarzt eine Stelle in der Praxis seiner Mutter in Tübingen an. Im Sommer 1984 eröffnete er eine eigene Zahnarztpraxis in Achern (Baden), die er fast vier Jahre führte, bevor er sie an seinen Bruder übergab. Nach einer Weiterbildung zum Fachzahnarzt für Kieferorthopädie eröffnete er 1981 eine kieferorthopädische Praxis in Nürnberg, die er seit 1983 als Gemeinschaftspraxis mit seiner zweiten Ehefrau führte. Er war Vater dreier Töchter, die ebenfalls als Ärztinnen berufstätig sind.    
Bis zu seinem Tod leitete er den Arbeitskreis Mittelfränkischer Kieferorthopäden und  war Delegierter zur Bayerischen Landeszahnärztekammer sowie Mitglied in mehreren wissenschaftlichen Organisationen.
2004 gründete Macher die private Dr.-Claus-Macher-Stiftung, der er bis 2017 als Präsident vorstand. Die Stiftung trug nach außen die nicht rechtsfähige Bezeichnung Stiftung Zahnärzte ohne Grenzen und wurde 2018 in einen gemeinnützigen Verein Zahnärzte ohne Grenzen übergeführt.
2007 heiratete Macher die aus der Mongolei stammende Tuul Sodnompil (die Geschäftsführerin der Stiftung Zahnärzte ohne Grenzen gewesen ist).

## Auszeichnungen
- 2011 verlieh die Mongolische Nationaluniversität für Medizin in Ulan Bator sowohl an Macher als auch an seine Ehefrau Tuul Macher jeweils den Ehrentitel eines Professors h. c. (ehrenhalber).
- 2014 erhielt Macher aus der Hand des Staatspräsidenten der Mongolei, Tsachiagiin Elbegdordsch, den Nairamdal-Orden (Freundschaftsmedaille),[1] die höchste Auszeichnung, die das Land an Ausländer vergeben kann.